# Vápenické sedlo
Vápenické sedlo – przełęcz w Beskidzie Niskim położona na terenie Słowacji wysokości 503 m n.p.m. pomiędzy szczytami Pomierki (667 m n.p.m.) a nie posiadającym nazwy wierzchołkiem o wysokości 513 m n.p.m.

## Szlaki turystyczne
- Vápeník – Vápenické sedlo – Belejovce
- Filipovské sedlo – Vápenické sedlo